# Apnenik pri Boštanju
Apnenik pri Boštanju (Duits: Kalchberg bei Sauenstein) is een plaats in Slovenië en maakt deel uit van de gemeente Sevnica in de statistische regio Spodnjeposavska. De plaats telde 44 inwoners op 1 januari 2020.

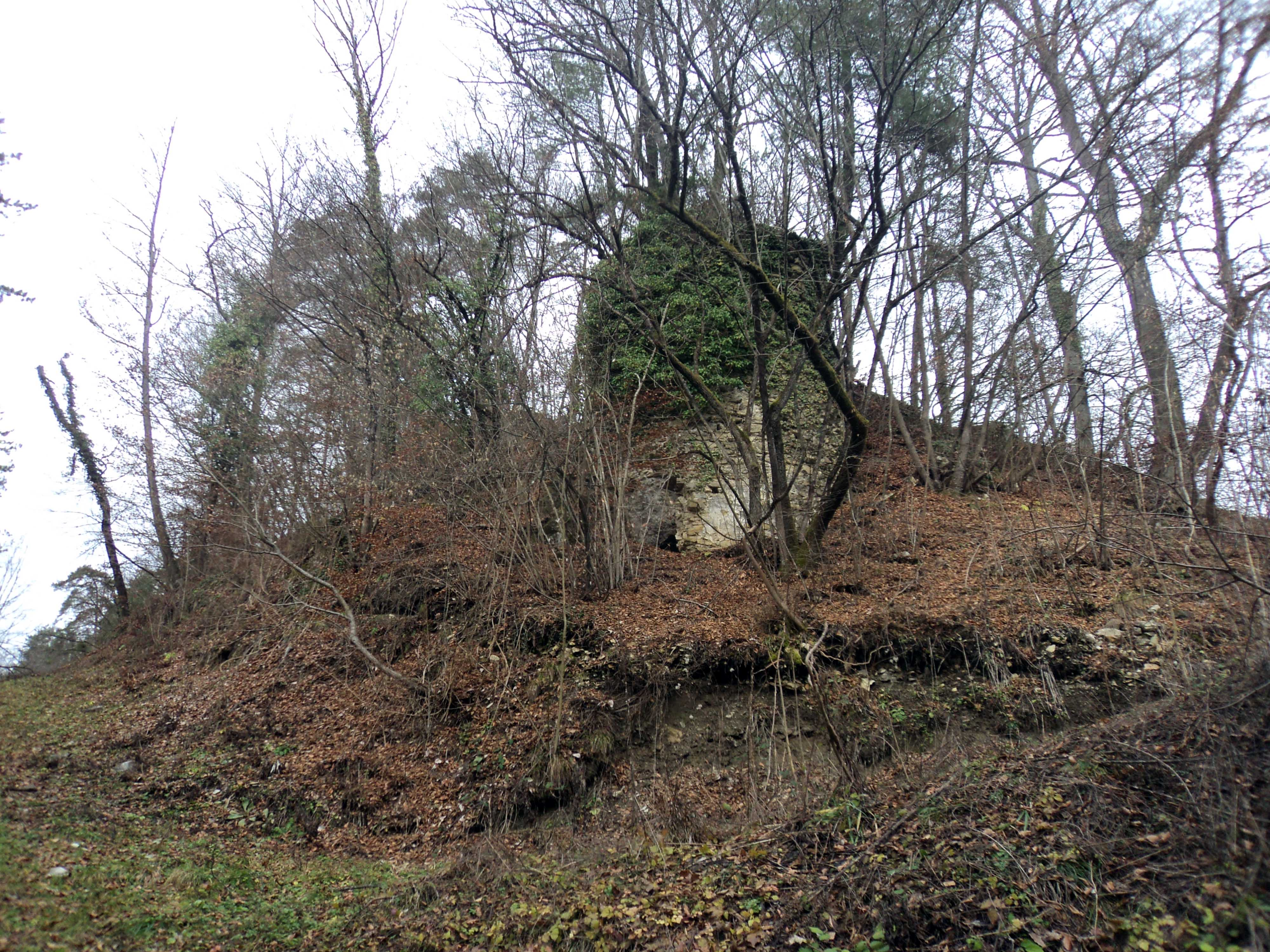
Kasteelruïne van Burg Sauenstein